# Mirena Küng
Mirena Küng (* 29. Mai 1988 in Appenzell) ist eine ehemalige Schweizer Skirennfahrerin. Sie war auf die Disziplinen Abfahrt und Super-G spezialisiert. Sie ist auch als Volksmusikerin bekannt.

## Skisportkarriere
Als zweitjüngstes von sieben Geschwistern wuchs Küng in Steinegg bei Appenzell auf. Im Dezember 2006 fuhr sie ihre ersten FIS-Rennen. Als damals 18-jährige hatte sie somit einen Rückstand von rund drei Jahren auf die nationale Konkurrenz, da sie sich zunächst auf den Schulabschluss am Gymnasium St. Antonius in Appenzell konzentrierte. Einsätze im Europacup folgten ab Dezember 2008. Sie fuhr zunächst in sämtlichen Disziplinen und spezialisierte sich mit der Zeit auf Abfahrt und Super-G. Bei der Winter-Universiade 2009 in Harbin gewann sie im Super-G die Silbermedaille. Im Februar 2010 gelangen ihr erstmals Siege in FIS-Rennen. Bei den Schweizer Meisterschaften 2010 fuhr sie in der Abfahrt auf den 6. Platz und war damit mit grossem Abstand die beste Starterin ohne Zugehörigkeit zu einem nationalen Kader von Swiss-Ski.
Am 4. März 2011 hatte Küng in Tarvisio ihr Debüt im Skiweltcup und fuhr in der Super-Kombination auf den 31. Platz. Die ersten Weltcuppunkte gewann sie am 4. Dezember 2011 in Lake Louise, wo sie im Super-G den 29. Platz belegte. Am 11. Januar 2012 gewann sie in Bad Kleinkirchheim ihre einzige Europacup-Abfahrt. Nach den guten Ergebnissen des Winters wurde sie im Frühjahr 2012 direkt in das A-Kader von Swiss-Ski aufgenommen. Das beste Weltcupergebnis ihrer Karriere erzielte sie am 2. März 2013 mit Platz 14 in der Abfahrt von Garmisch-Partenkirchen. Bei einem Trainingssturz im Chile zug sie sich im September 2013 eine Schulterluxation zu und musste daraufhin die gesamte Saison 2013/14 aussetzen. Auch einen grossen Teil der Saison 2014/15 konnte sie wegen einer Knieverletzung nicht bestreiten.
Im Weltcupwinter 2015/16 fuhr Küng zweimal in die Punkteränge und hatte daneben auch sechs Ausfälle zu verzeichnen. Aufgrund der ungenügenden Ergebnisse verlor sie ihren Kaderstatus und engagierte Karl Frehsner als Privattrainer. Weitere Verletzungen (Bein- und Armfrakturen) machten jedoch eine Rückkehr ins Renngeschehen unmöglich, so dass sie im April 2018 ihren Rücktritt vom Spitzensport erklärte.

## Musik
Küng spielt Appenzeller Streichmusik und tritt mit ihren drei Schwestern, ihrem Bruder und einer weiteren Musikerin in der Formation «Geschwister Küng» auf; ihre Instrumente sind Violine und Hackbrett.

## Erfolge

### Weltcup
- 1 Platzierung unter den besten 15

Wertungen:
| Saison  | Gesamt | Gesamt | Abfahrt | Abfahrt | Super-G | Super-G |
| Saison  | Platz  | Punkte | Platz   | Punkte  | Platz   | Punkte  |
| ------- | ------ | ------ | ------- | ------- | ------- | ------- |
| 2011/12 | 99.    | 15     | 42.     | 13      | 46.     | 2       |
| 2012/13 | 86.    | 31     | 32.     | 31      | –       | –       |
| 2015/16 | 111.   | 8      | 44.     | 8       | –       | –       |

### Europacup
- Saison 2010/11: 9. Abfahrtswertung
- Saison 2011/12: 3. Abfahrtswertung
- 10 Platzierungen unter den besten zehn, davon 1 Sieg:

| Datum           | Ort                | Land       | Disziplin |
| --------------- | ------------------ | ---------- | --------- |
| 11. Januar 2012 | Bad Kleinkirchheim | Österreich | Abfahrt   |

### Universiade
- Harbin 2009: 2. Abfahrt, 11. Riesenslalom, 15. Slalom
- Erzurum 2011: 6. Super-G, 7. Riesenslalom, 24. Slalom

### Weitere Erfolge
- 2 Schweizer Juniorenmeistertitel (Abfahrt und Kombination 2009)
- 5 Podestplätze im South American Cup
- 2 Siege bei FIS-Rennen